# Bartlett (Nebraska)
Bartlett falu az USA Nebraska államában, Wheeler megyében, melynek megyeszékhelye is. Lakosainak száma a 2020-as népszámláskor 109.

## Történelem
A települést 1850-es években nevezték el Ezra Bartlett Mitchellről, a terület eredeti tulajdonosáról és a község alapítójáról.

## Népesség
A település népességének változása:
| Lakosok száma | 132  | 117  | 109  |
|               | 1920 | 2010 | 2020 |

## Galéria

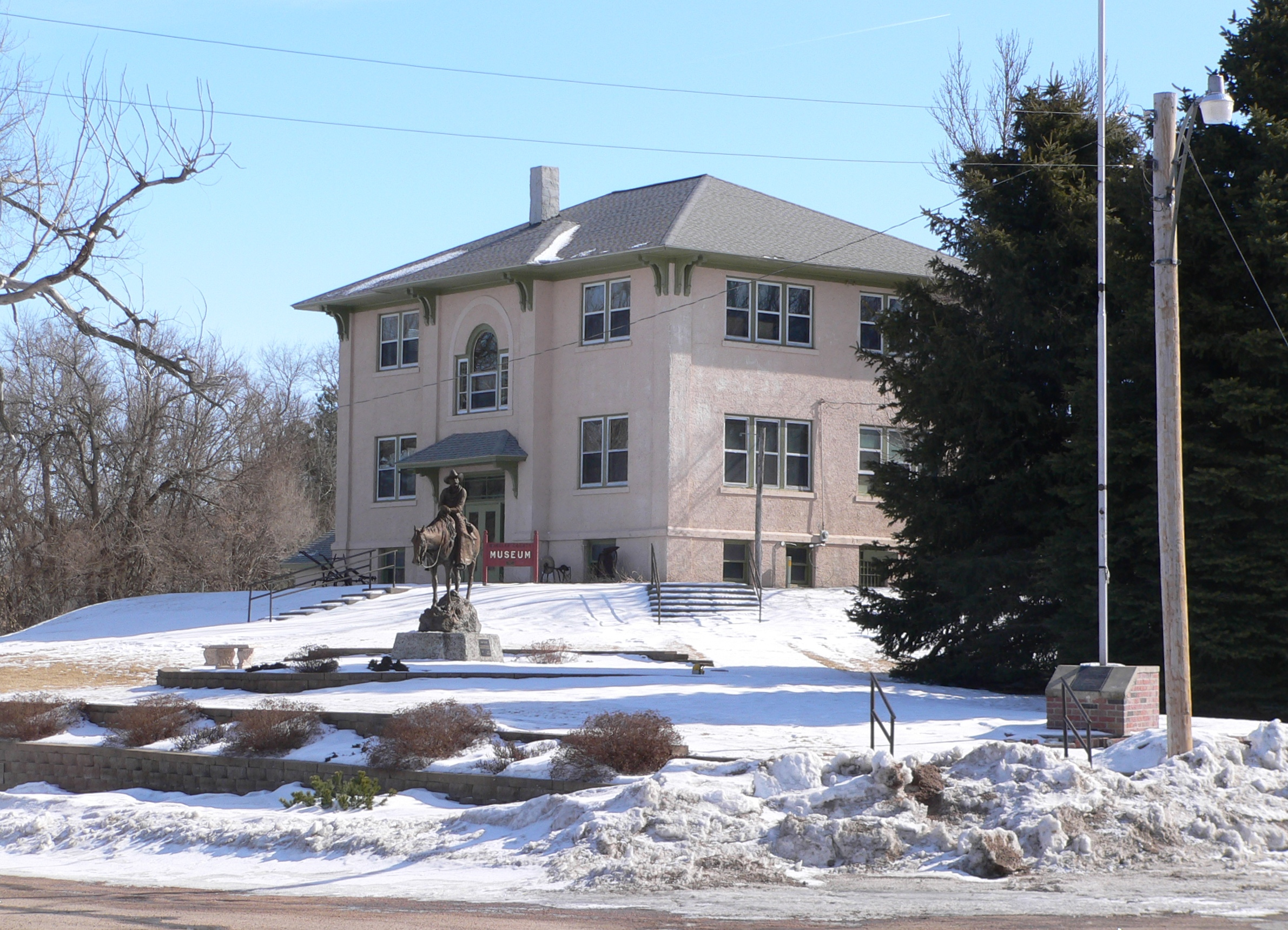
A megyei bíróság egykori épülete, amely a faluban található
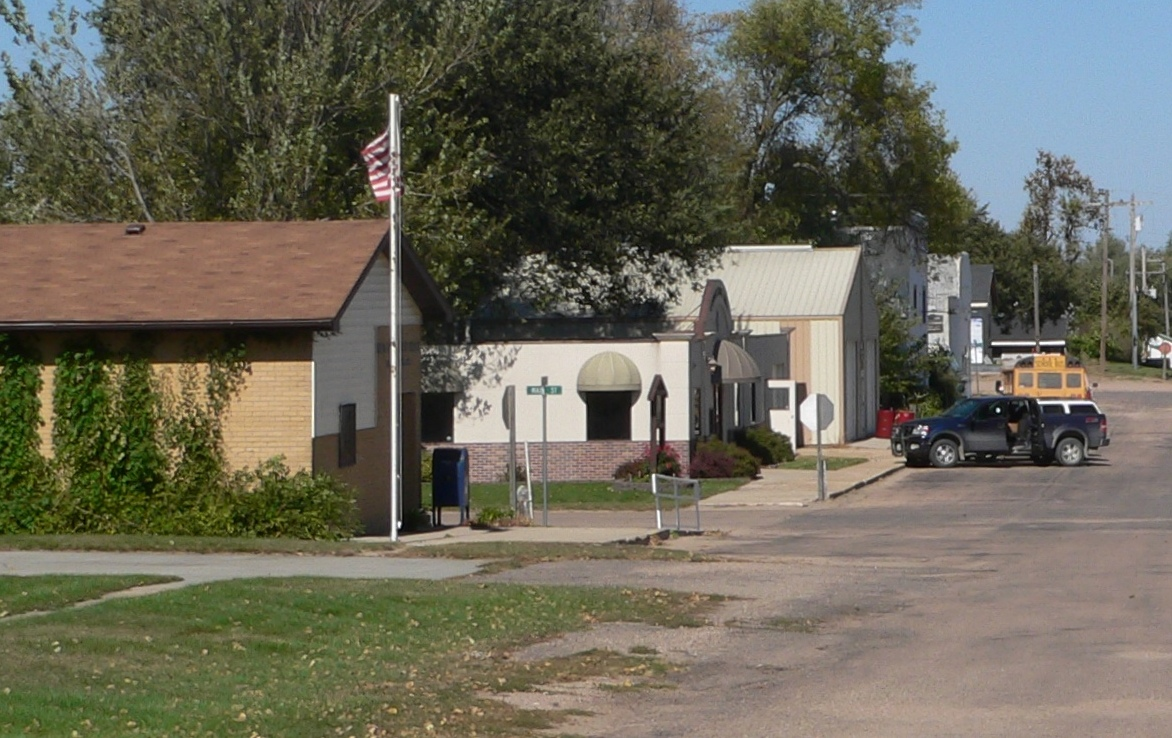
A 3. utca, a főutca déli oldaláról északra nézve
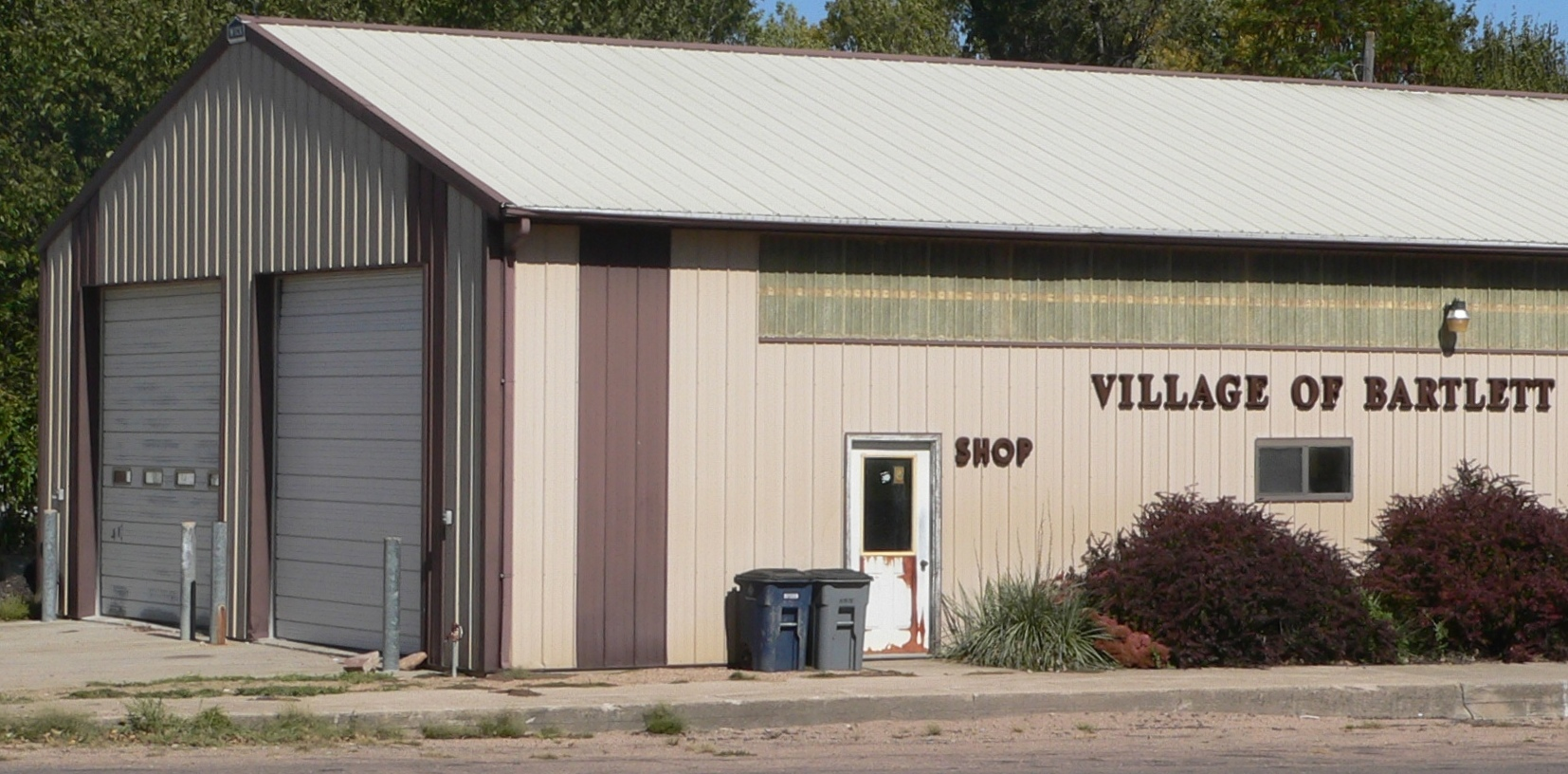
Faluház